# Nebitçi Futbol Topary
Il Nebitçi Futbol Topary, meglio noto come Nebitçi, è una società calcistica con sede nella città di Balkanabat, in Turkmenistan. Milita nella Ýokary Liga, la massima divisione del campionato turkmeno di calcio.
Fondato nel 1960, disputa le partite interne allo Stadio Balkanabat dell'omonima città.

## Storia
Fu fondato nel 1960 come Nebitçi Balkanabat. Nel 2010 cambiò nome in Balkan Football Club. Nel 2013 vinse la Coppa del Presidente, divenendo la prima squadra turkmena a trionfare in questa competizione. Nel 2014 si fu finalista della Coppa del Turkmenistan, battuta dall'Ahal. Nel settembre 2018 ha assunto la denominazione Nebitçi Futbol Topary.

## Palmarès

### Competizioni nazionali
- Campionato turkmeno: 4

2004, 2010, 2011, 2012
- Coppa del Turkmenistan: 4

2003, 2004, 2010, 2012
- Supercoppa del Turkmenistan: 3

2006, 2011, 2012

### Competizioni internazionali
- Coppa del Presidente dell'AFC: 1

2013

### Altri piazzamenti
- Campionato turkmeno:

Secondo posto: 1992, 1993, 2000, 2003, 2006, 2009, 2013, 2015, 2016
Terzo posto: 2023
- Coppa del Turkmenistan:

Finalista: 1998, 1999, 2001, 2014
- Supercoppa del Turkmenistan:

Secondo posto: 2013